# Национальная служба здравоохранения Великобритании

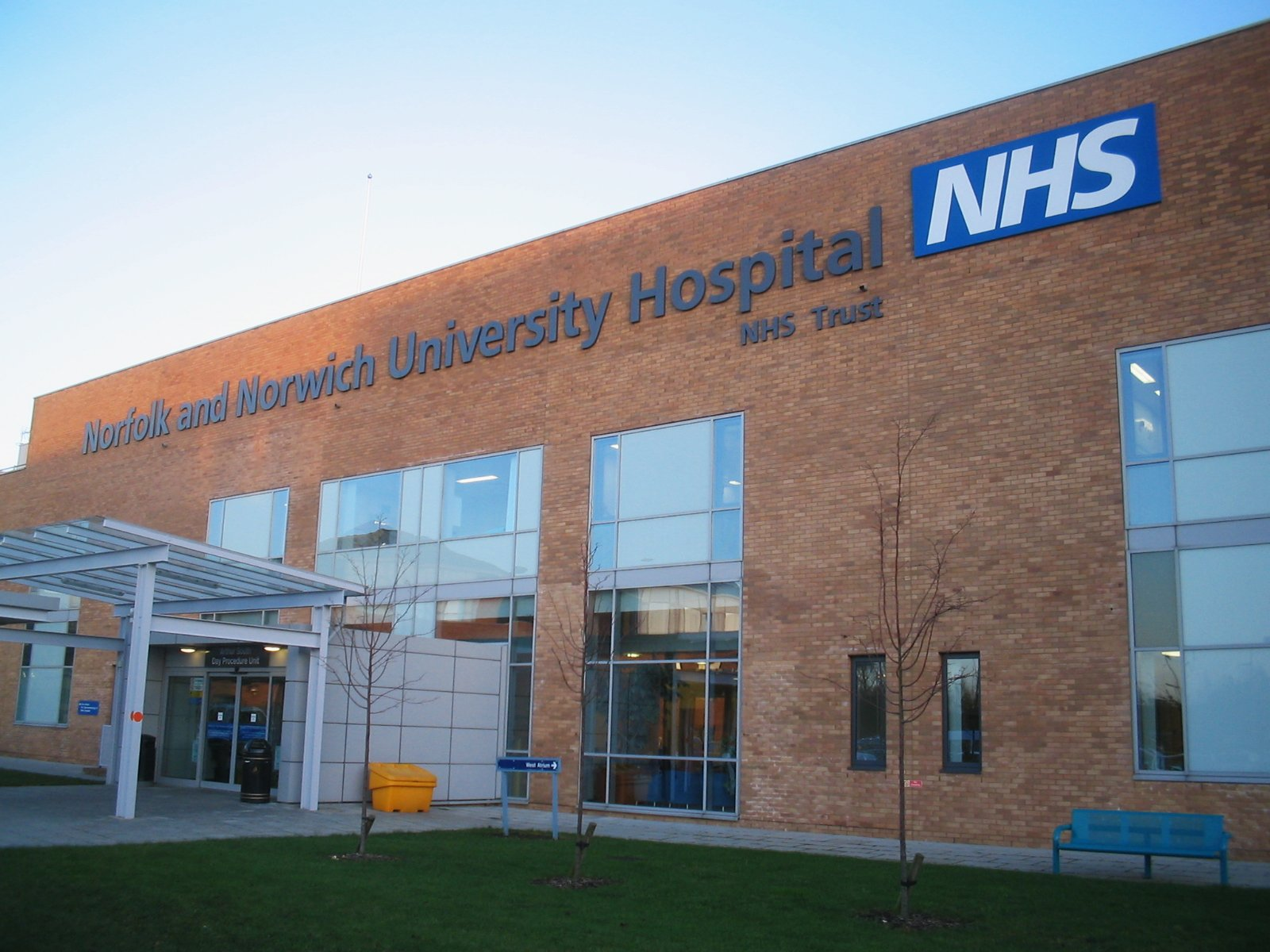
Больница национальной службы здравоохранения Англии в Норидже

Национальная служба здравоохранения (англ. National Health Service, NHS) — зонтичный термин, описывающий совокупность отдельных национальных государственных организаций здравоохранения Англии, Уэльса, Шотландии и Северной Ирландии (служба в Северной Ирландии носит название Health and Social Care). Изначально NHS была создана 5 июля 1948 года как единая государственная организация в Великобритании, целью которой было обеспечение бесплатной медицинской помощи для всего населения. С 2013 года, в результате деволюции и проведения соответствующих реформ по децентрализации управления и финансирования, единая организационная структура претерпела системные изменения и была фактически разделена между соответствующими национальными юрисдикциями. NHS финансируется главным образом за счёт общебританских налоговых поступлений, и её услуги бесплатны для всех британцев, обладателей карты EHIC и беженцев. Граждане других стран также могут рассчитывать на некоторые виды бесплатной медицинской помощи.

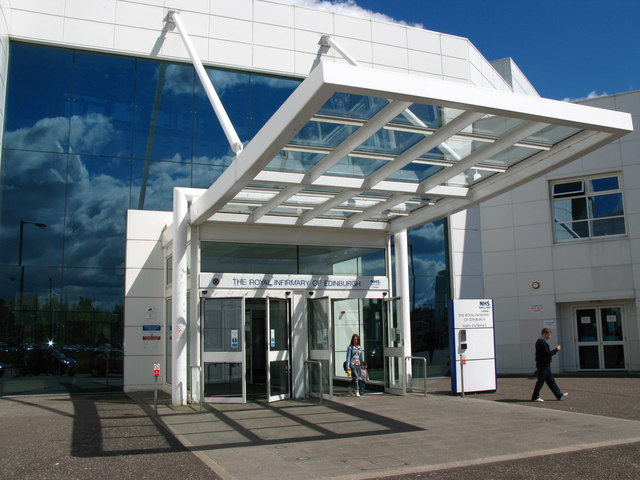
Больница национальной службы здравоохранения Шотландии в Эдинбурге

В каждой из четырёх стран Великобритании действует своя независимая система NHS, напрямую подотчётная соответствующим национальным исполнительным властям.
В целом, в системе NHS работает более 1,5 млн человек, что делает её пятым по величине работодателем в мире. Общий бюджет в 2016 году — 116,4 млрд фунтов стерлингов.
В среднем учреждения NHS принимают миллион пациентов за 36 часов.